# أم توينة
أم توينة قرية سورية تتبع ناحية مركز السلمية في منطقة سلمية في محافظة حماة. بلغ عدد سكانها 566 نسمة في عام 2004 حسب إحصاء المكتب المركزي للإحصاء.

## تاريختقع قرية **أم توينة**، شمال مدينة السلمية، في منطقة غنية بالتاريخ والآثار التي تعود إلى فترات قديمة. ومن أبرز هذه المعالم **القلعة الأثرية المهدومة**، التي كانت شاهدة على حقبة تاريخية هامة، بالإضافة إلى **الطريق الأثرية** التي تمتد جنوب القلعة، والمقبرة البيزنطية التي تقع شمال وشرق القلعة مباشرة. هذه الآثار هي رموز دالة على غنى المنطقة التاريخي والثقافي، وتسلط الضوء على أهمية هذه المنطقة في تاريخ الحضارات التي مرت على سوريا.  **القلعة الأثرية في أم توينة:** تقع القلعة الأثرية في الشمال الشرقي للقرية وتعتبر أحد أبرز المعالم التاريخية التي تميزها. بالرغم من تعرضها للهدم والتدمير بفعل الزمن والعوامل الطبيعية، إلا أن آثارها المتبقية تدل على عظمة البناء وهندسته الدفاعية. يعود تاريخ هذه القلعة إلى العصور القديمة، وقد كانت بمثابة مركز دفاعي واستراتيجي يسيطر على الطريق ويؤمن حماية السكان والطرق التجارية التي مرت في المنطقة.  كان تصميم القلعة يتميز بأبراج دفاعية وأسوار متينة كانت توفر لها الحماية من الهجمات. ومع مرور الزمن، تدهورت هذه الهياكل، ومع ذلك، ما زال الموقع يحتفظ بقيمته الأثرية، ويعد مصدرًا غنيًا للدراسات الأثرية والتاريخية.   **الطريق الأثرية:** من المعالم المهمة المرتبطة بالقلعة، **الطريق الأثرية** التي تتجه جنوباً بشكل مباشر من موقع القلعة. هذا الطريق كان يستخدم قديماً من قبل السكان والجنود، وكان يلعب دوراً هاماً في تسهيل التنقل والتجارة بين المنطقة المحيطة والمدن المجاورة. بفضل موقعها الاستراتيجي، كانت هذه الطريق جزءاً أساسياً من شبكة الطرق التي ربطت المنطقة بالعالم الخارجي، وساهمت في نقل البضائع وتبادل السلع. اليوم، لا تزال بقايا هذه الطريق مرئية، وتعتبر جزءاً من التراث الثقافي للمنطقة، حيث يمكن للزوار والمختصين تتبع آثارها وفهم دورها الحيوي في الماضي.  **المقبرة البيزنطية:** إلى الشمال والشرق من القلعة مباشرة، تقع **المقبرة البيزنطية** التي تمثل دليلاً آخر على الوجود البشري القديم في هذه المنطقة. المقابر البيزنطية عادة ما تكون غنية بالآثار والشواهد التي توضح العادات الجنائزية والدينية التي كانت سائدة خلال الفترة البيزنطية. كانت هذه المقبرة مخصصة لدفن النخبة والأفراد البارزين في المجتمع، وقد تم العثور فيها على شواهد قبور وأدوات جنائزية تعكس فن العمارة والنحت البيزنطي.  المقبرة توفر نافذة لفهم تقاليد الدفن في تلك الحقبة، وهي مثال على تأثير الحضارة البيزنطية في المنطقة. العثور على مثل هذه المقابر يعطي الباحثين فهماً أعمق للحياة الاجتماعية والدينية للسكان الذين عاشوا في تلك الفترة.  **الخاتمة:** تعد القلعة الأثرية المهدومة في أم توينة، إلى جانب الطريق الأثرية والمقبرة البيزنطية، جزءاً مهماً من تاريخ المنطقة وتراثها الثقافي. هذه المعالم الأثرية تذكرنا بالماضي العريق للمنطقة وتكشف لنا الكثير عن حضارات متعاقبة كانت لها دور أساسي في تشكيل الهوية الثقافية والحضارية للمنطقة.
- الوحدات الإدارية في محافظة حماة